# Morella
Morella es un municipio y localidad española al norte de la provincia de Castellón, en la Comunidad Valenciana, capital de la comarca de los Puertos de Morella. Cuenta con una población de 2494 habitantes (INE 2024).
Desde enero de 2013 Morella forma parte de la red Los pueblos más bonitos de España.

## Geografía
Integrado en la comarca de los Puertos de Morella, se sitúa a 102 kilómetros de la capital provincial. El extenso término municipal está atravesado por las siguientes carreteras: 
- Carretera nacional N-232 (Vinaroz - Santander) entre los pK 40 y 83. Atraviesa con un viaducto el puerto de querol (900m) y el puerto de Torre Miró (1204 m).
- Carretera autonómica CV-12 (Ares del Maestre - Morella).
- Carretera autonómica CV-14 (Morella - Zorita del Maestrazgo).
- Carretera local CV-105, que se dirige a Castell de Cabres.
- Carretera local CV-110, que se dirige a Herbés.
- Carretera local CV-111, que se dirige a Vallibona.
- Carretera local CV-117, que se dirige a Chiva de Morella.
- Carretera local CV-125, que se dirige a Cinctorres.

El relieve del municipio es abrupto y montañoso, contando con elevadas cumbres, profundos barrancos, rocosas muelas y fértiles vegas. Las cimas más altas se sitúan en el entorno de los 1200-1300 metros, con hitos destacados como el Alt de la Nevera (1286 m), Regatxol (1259 m) o Tossal Gross (1255 metros). En un segundo escalón, en el entorno de los 900 metros, se extienden las fértiles vegas del Moll y dels Llivis de Morella, que constituyen una de las más extensas superficies agrícolas de la comarca. Aún por debajo, entre los 700 y 500 m se extienden las vegas de los ríos Cantavella y Calders, afluentes del Bergantes. La altitud oscila entre los 1286 metros (Alt de la Nevera) y los 650 metros a orillas del Bergantes. El pueblo se alza a 985 metros sobre el nivel del mar. 
| Noroeste: Zorita del Maestrazgo, Palanques, Forcall y Villores | Norte: Torre de Arcas (Teruel) | Noreste: Herbés y Castell de Cabres |
| Oeste: Forcall, Cinctorres y Castellfort                       |                                | Este: Vallibona y Chert             |
| Suroeste: Ares del Maestre                                     | Sur: Ares del Maestre y Catí   | Sureste: Catí                       |

### Clima
Su clima es mediterráneo de alta montaña, con veranos frescos e inviernos muy fríos con heladas frecuentes (50 días de media de heladas al año) y abundantes nevadas. Morella alcanza una media de 15 días anuales de nieve (periodo 1916-2013).
La situación causante de las mayores nevadas es la "gota fría" en niveles altos y los vientos del este en superficie entre noviembre y marzo. Durante los meses más centrales del invierno, el fuerte viento del mistral (NO), que frecuentemente sopla en esta zona, provoca que la sensación térmica descienda en numerosas ocasiones de unos -20 °C.

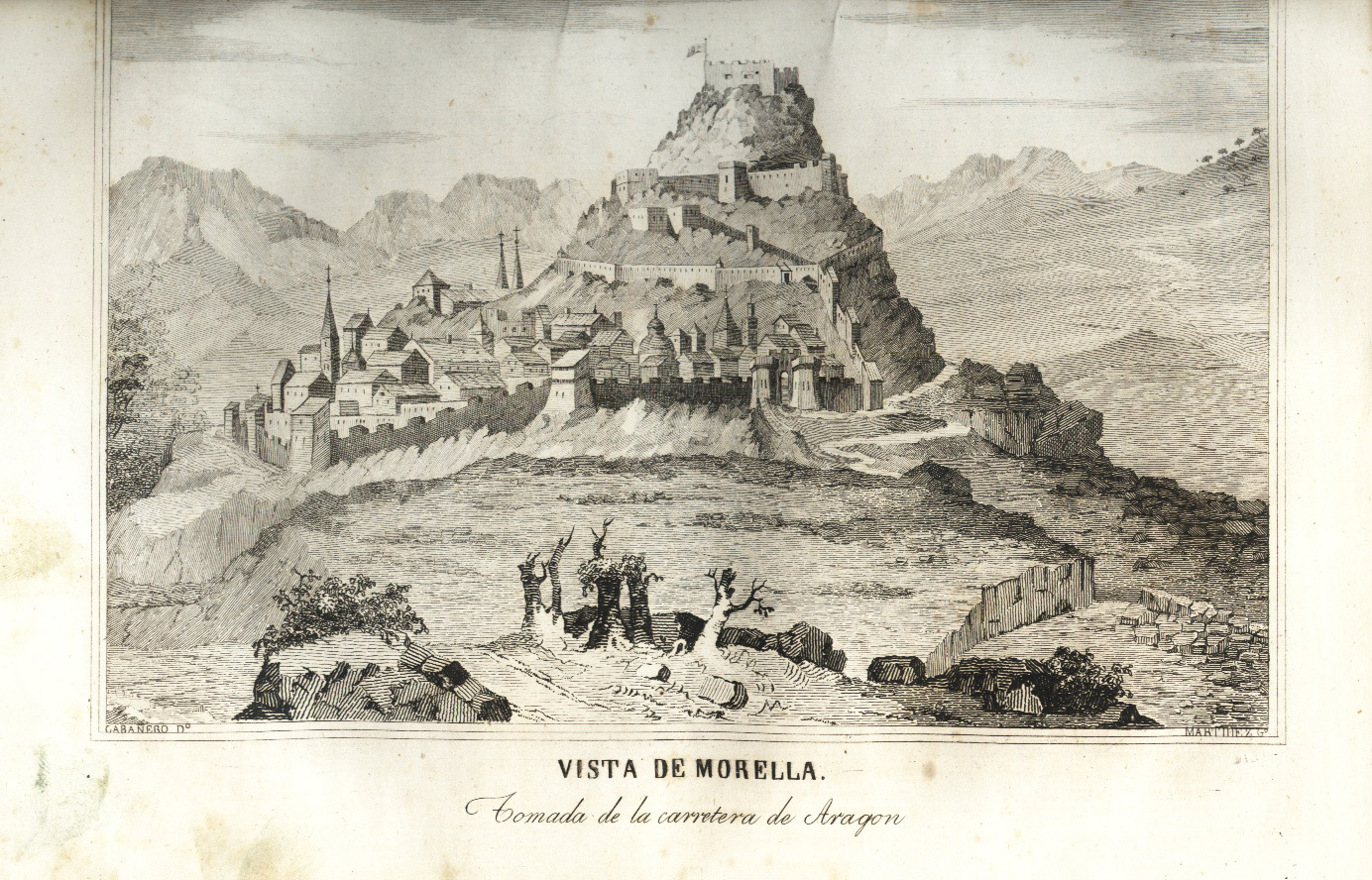

| Parámetros climáticos promedio de Morella en el periodo 1981-2010 | Parámetros climáticos promedio de Morella en el periodo 1981-2010 | Parámetros climáticos promedio de Morella en el periodo 1981-2010 | Parámetros climáticos promedio de Morella en el periodo 1981-2010 | Parámetros climáticos promedio de Morella en el periodo 1981-2010 | Parámetros climáticos promedio de Morella en el periodo 1981-2010 | Parámetros climáticos promedio de Morella en el periodo 1981-2010 | Parámetros climáticos promedio de Morella en el periodo 1981-2010 | Parámetros climáticos promedio de Morella en el periodo 1981-2010 | Parámetros climáticos promedio de Morella en el periodo 1981-2010 | Parámetros climáticos promedio de Morella en el periodo 1981-2010 | Parámetros climáticos promedio de Morella en el periodo 1981-2010 | Parámetros climáticos promedio de Morella en el periodo 1981-2010 | Parámetros climáticos promedio de Morella en el periodo 1981-2010 |
| Mes | Ene.                                                              | Feb.                                                              | Mar.                                                              | Abr.                                                              | May.                                                              | Jun.                                                              | Jul.                                                              | Ago.                                                              | Sep.                                                              | Oct.                                                              | Nov.                                                              | Dic.                                                              | Anual                                                             |
| --- | ----------------------------------------------------------------- | ----------------------------------------------------------------- | ----------------------------------------------------------------- | ----------------------------------------------------------------- | ----------------------------------------------------------------- | ----------------------------------------------------------------- | ----------------------------------------------------------------- | ----------------------------------------------------------------- | ----------------------------------------------------------------- | ----------------------------------------------------------------- | ----------------------------------------------------------------- | ----------------------------------------------------------------- | ----------------------------------------------------------------- |
| Temp. máx. media (°C) | 7.4                                                               | 8.5                                                               | 11.5                                                              | 14                                                                | 18                                                                | 22.4                                                              | 26.5                                                              | 26.7                                                              | 21.9                                                              | 16.8                                                              | 11.1                                                              | 8.8                                                               | 16.1                                                              |
| Temp. media (°C) | 3.7                                                               | 4.4                                                               | 6.8                                                               | 9.3                                                               | 13.1                                                              | 17.3                                                              | 20.9                                                              | 21.1                                                              | 17.2                                                              | 12.3                                                              | 7.2                                                               | 4.7                                                               | 11.5                                                              |
| Temp. mín. media (°C) | 0                                                                 | 0.3                                                               | 2                                                                 | 4.5                                                               | 8.2                                                               | 12.2                                                              | 15.2                                                              | 15.4                                                              | 12.4                                                              | 7.8                                                               | 3.2                                                               | 0.6                                                               | 6.8                                                               |
| Precipitación total (mm) | 32                                                                | 34                                                                | 45                                                                | 48                                                                | 71                                                                | 56                                                                | 26                                                                | 36                                                                | 63                                                                | 63                                                                | 51                                                                | 45                                                                | 570                                                               |
| Fuente: Ministerio de Agricultura, Alimentación y Medio Ambiente. Datos de precipitación para el periodo 1981-2010 y de temperatura para el periodo 1981-2010 en Morella (3178). |                                                                   |                                                                   |                                                                   |                                                                   |                                                                   |                                                                   |                                                                   |                                                                   |                                                                   |                                                                   |                                                                   |                                                                   |                                                                   |

## Demografía
El municipio contaba con una población empadronada de 2494 habitantes (INE 2024).
| Gráfica de evolución demográfica de Morella entre 1842 y 2021 |
| |
| Población de derecho según los censos de población del INE Población de hecho según los censos de población del INEEntre el censo de 1930 y el anterior, crece el término del municipio porque incorpora a Herbés Entre el censo de 1960 y el anterior, disminuye el término del municipio porque independiza a Herbés Entre el censo de 1981 y el anterior, crece el término del municipio porque incorpora a Chiva de Morella y Ortells |

### Entidades de población
Según el nomenclátor de 2012, el término municipal comprende las siguientes entidades de población:
| Entidad              | Categoría histórica | Población empadronada en 2012 (hab.) |
| -------------------- | ------------------- | ------------------------------------ |
| La Vespa             | Dena                | 31                                   |
| Castellons           | Dena                | 10                                   |
| Chiva de Morella     | Dena                | 38                                   |
| Primera del Río      | Dena                | 154                                  |
| Font d'En Torres     | Dena                | 13                                   |
| Herbeset             | Aldea               | 6                                    |
| Segunda del Río      | Dena                | 102                                  |
| Muixacre             | Dena                | 26                                   |
| Els Llivis           | Dena                | 14                                   |
| Coll y Moll          | Dena                | 61                                   |
| Morella              | Ciudad              | 2198                                 |
| Morella la Vella     | Dena                | 14                                   |
| Ortells              | Dena                | 35                                   |
| La Puebla de Alcolea | Dena                | 12                                   |
| La Roca              | Dena                | 22                                   |
| Vallivana            | Caserío             | 3                                    |

La mayoría de las entidades no presentan, según el citado nomenclátor, núcleo de población estando esta diseminada. Sí lo presentan las entidades de Chiva de Morella, Herbeset, Segunda del Río, Morella (sin diseminado), Ortells y La Puebla de Alcoa. Dichos núcleos se denominan como las entidades singulares a excepción del de Segunda del Río, que se denomina Hostal Nou.

#### Denas
Dena es la categoría histórica recogida en el nomenclátor para la mayoría de las entidades de población del municipio. Etimológicamente procede del latín vulgar DECENA, que significa diezmo, y se correspondía a cada una de las diez partidas rurales en que se dividía antiguamente el término municipal. Con la anexión de los términos de Herbeset y La Puebla de Alcolea pasa a significar división territorial del término. En este sentido, el ayuntamiento recoge la división del antiguo término en 12 denas, antes de la incorporación, en 1976, de Chiva de Morella y Ortells.

## Economía
Morella, caracterizada por la industria textil, ha sido y es centro comercial de su comarca, por lo que cabe decir que predomina en su economía el sector servicios, impulsado en la actualidad por el turismo, tanto interior como exterior. Mientras que la agricultura y la ganadería (porcina y avícola) y la recolección y comercialización de la trufa negra complementan su actividad económica. 
Es tradicional la existencia de un sector de curado de embutidos, jamones y quesos, tanto de cabra como de oveja, típicos de la comarca.
Referente de la industria textil de la comarca, es la fábrica de Giner, donde se realizaba el proceso completo, desde la obtención de la lana de los animales hasta la confección de la tela. Se cree que inició sus actividades hacia 1870 y su periodo de mayor auge fue de 1870 hasta 1900, llegando a dar empleo a cientos de trabajadores, muchos de los cuales residían en las viviendas habilitadas en la propia fábrica. En 1917 se inició el declive y la sociedad se disolvió legalmente en 1926.
En la última década, debido a las favorables condiciones de circulación de vientos, se ha desarrollado un amplio número de parques eólicos generadores de energía eléctrica renovable, tanto en el término municipal como en el resto de la comarca de Els Ports.

## Administración y política

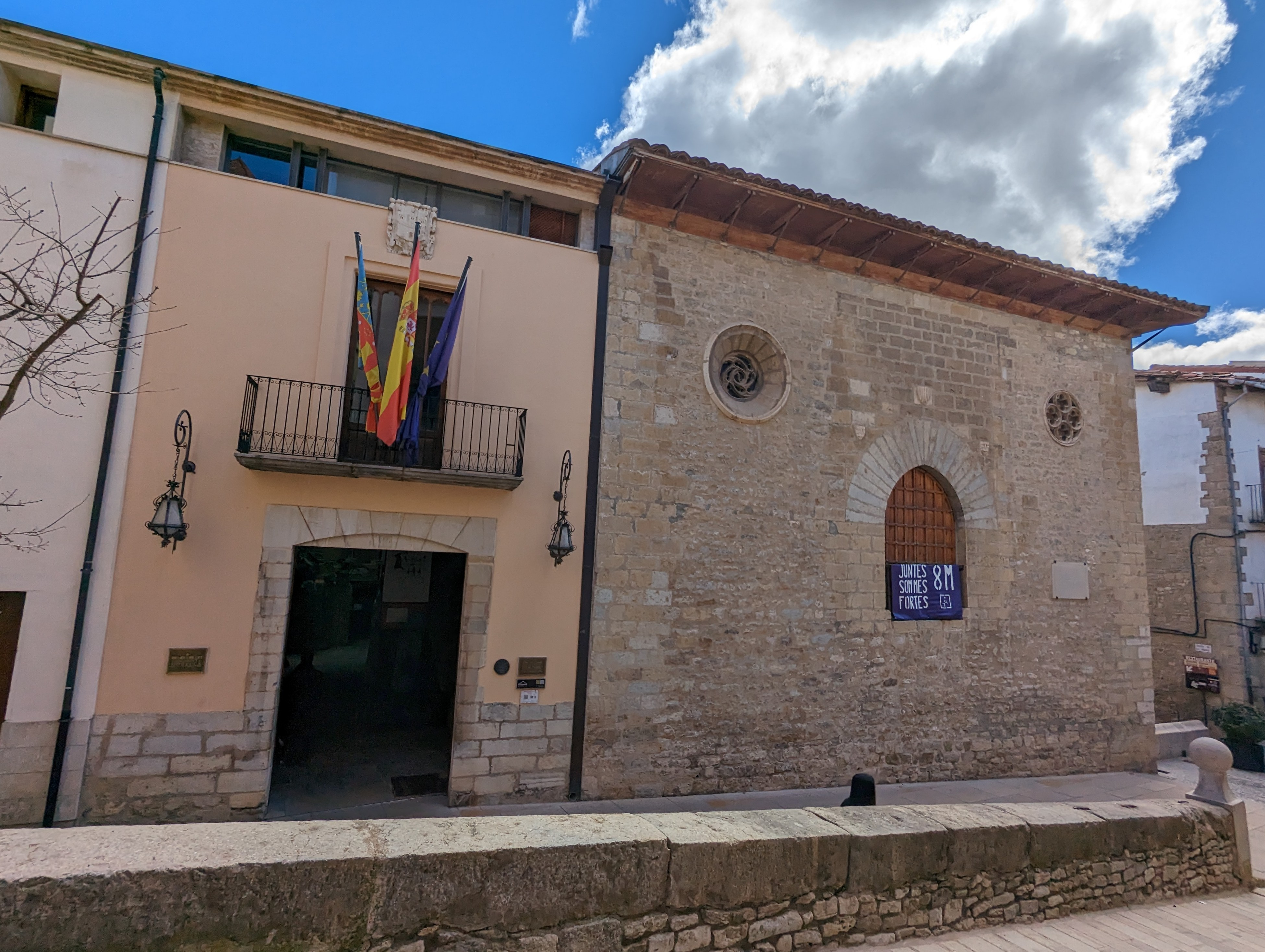
Casa consistorial

| Periodo   | Nombre                                              | Partido                  |
| --------- | --------------------------------------------------- | ------------------------ |
| 1979-1983 | Rafael Sabater Francisco Blasco                     | UCD                      |
| 1983-1987 | Francisco Blasco Ramón Tena                         | UCD                      |
| 1987-1991 | José Vives Borrás                                   | PP                       |
| 1991-1995 | Javier Fabregat Antolí                              | PSPV-PSOE                |
| 1995-1999 | Joaquín Francisco Puig Ferrer                       | PSPV-PSOE                |
| 1999-2003 | Joaquín Francisco Puig Ferrer                       | PSPV-PSOE                |
| 2003-2007 | Joaquín Francisco Puig Ferrer                       | PSPV-PSOE                |
| 2007-2011 | Joaquín Francisco Puig Ferrer                       | PSPV-PSOE                |
| 2011-2015 | Joaquín Francisco Puig Ferrer Rhamsés Ripollés Puig | PSPV-PSOE                |
| 2015-2019 | Rhamsés Ripollés Puig                               | PSPV-PSOE                |
| 2019-2023 | Rhamsés Ripollés Puig                               | PSPV-PSOE                |
| 2023-act. | Bernabé Sangüesa Antolí                             | Independents per Morella |

## Cultura

### Monumentos religiosos

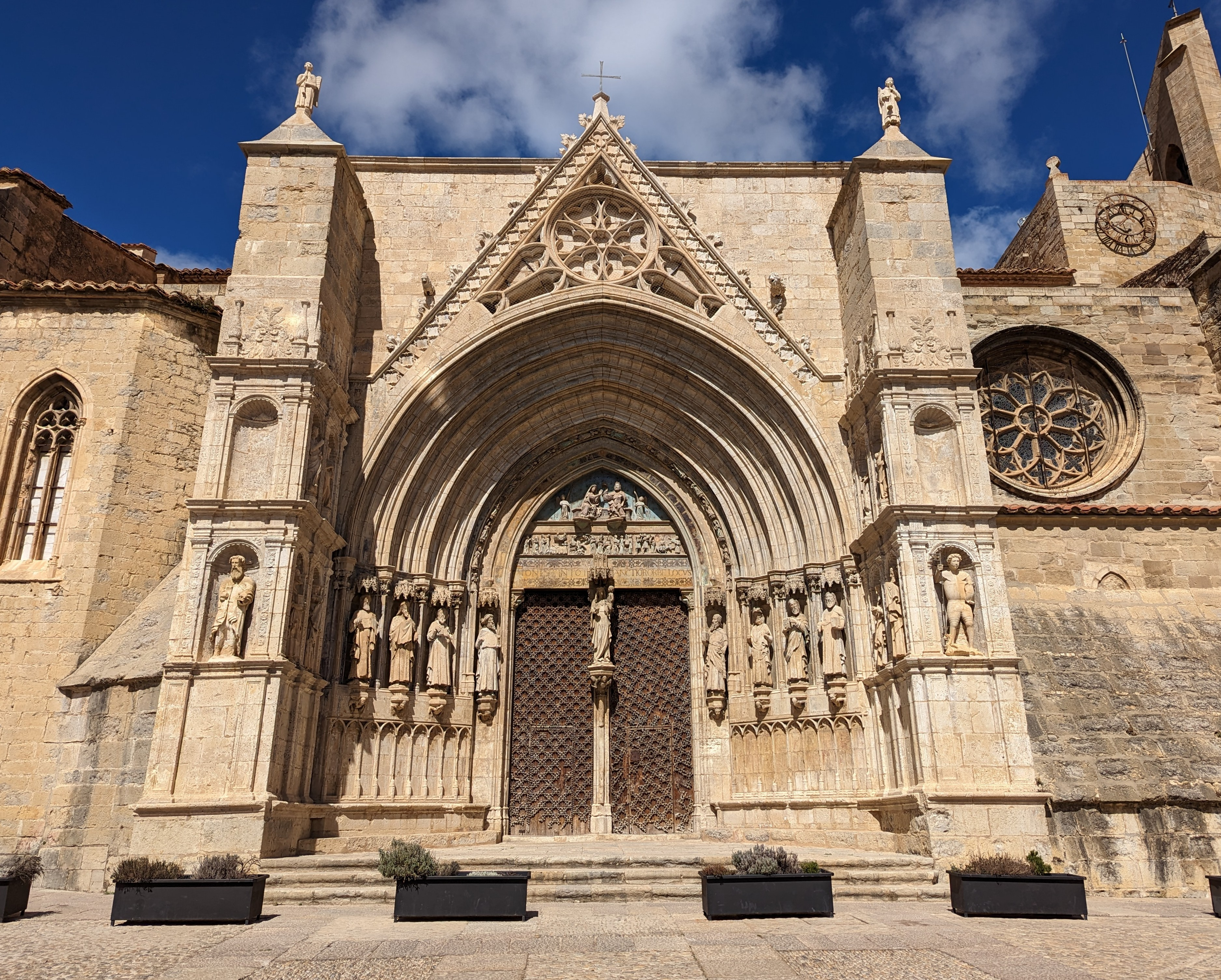
Portada de la iglesia Arciprestal de Santa María

- Iglesia de Santa María. La iglesia arciprestal de Santa María es una construcción realizada entre los siglos XIII y XVI, de arquitectura gótica, que reúne en una misma fachada la Puerta de los Apóstoles y la de las Vírgenes. Ya dentro, en la parte posterior del coro, se puede ver esculpido en forma de friso el Pórtico de la Gloria. La singular escalera de caracol por la que se sube al coro, el altar mayor, sus tres rosetones con vidrieras originales de la Escuela valenciana del siglo XIV, un cuadro de la cabeza de Nuestra Señora del Sufragio, de Sassoferrato (siglo XVII)[12] y el órgano de Francisco Turull son algunas de sus joyas. El 28 de junio de 1700 el papa Inocencio XII expide una bula concediendo a la iglesia arciprestal de Morella el privilegio de incorporarse a la basílica de San Juan de Letrán en Roma, con todas las gracias y mercedes otorgadas por sus predecesores a esta basílica y a su cabildo.

- Iglesia de San Juan.

- Iglesia de San Miguel.

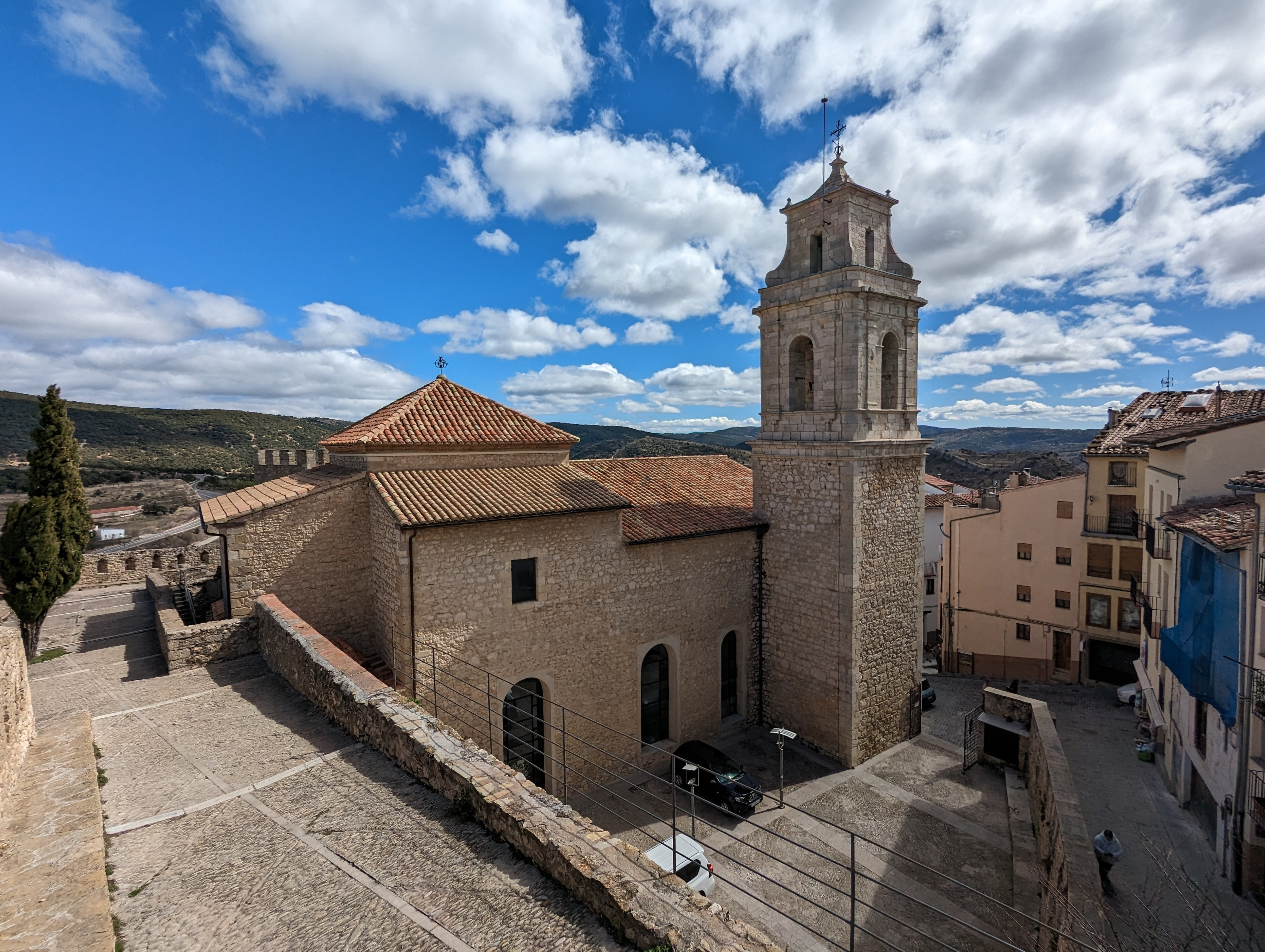
Antigua iglesia de San Miguel

- Convento de San Francisco. Su construcción se inició en 1272, terminando primero las estancias, refectorio y claustros. Posteriormente se inició la construcción de la iglesia; primeramente usaban los frailes una capilla dedicada a San Vicente Mártir, empezando, probablemente en el mismo año, 1272, una iglesia más grande, comenzando por el atrio de acceso, con tres arcos ojivales con marcas de cantero entre 1272 y 1280, y avanzando hacia el ábside, en una iglesia de una sola nave sin crucero, con capillas laterales, toda ella en piedra con grandes arcos torales apuntados y bóveda en el ábside de crucería sencilla.
 Es un claro ejemplo de gótico valenciano. Debió de terminarse la techumbre de madera a dos aguas en 1387, así como un coro con arco muy tendido y piso de madera. Se terminó en 1390, año en que fue solemnemente consagrada por el obispo Hugo de Lupia. Lo más significativo del conjunto es la Sala Capitular, donde hay una pintura al fresco, en la que se representa la Danza de la Muerte del siglo XV. La iglesia del convento data del siglo XIV, y fue recubierta de estilo neoclásico en 1800. Hoy se puede apreciar el estilo gótico original.

- Iglesia de San Nicolás. La que fue iglesia de San Nicolás, de estilo románico tardío, es ahora sala de exposiciones.

- Ermita de Santa Lucía y San Llácer. La cofradía de San Llácer, fundada en 1280, construyó ésta ermita en 1286; esta cofradía tuvo como principal obligación la asistencia a los leprosos, (cagots, en valenciano), que eran recogidos y asistidos en esta ermita. El papa Inocencio XII concedió varias indulgencias a los hermanos de esta cofradía el 26 de junio de 1700.[13] Según explica el profesor Josep Alany, autor del libro Urbanisme i Vida a la Morella Medieval (S. XIII-XV), el fraile Guillem d'Escolà fue asesinado en la iglesia de Santa Llúcia el 27 de abril de 1353 a manos del maestro Domingo Prunyonosa, que persiguió al religioso y a un acompañante hasta el interior del ermitorio, donde le asestó una puñalada mortal, con un compás de maestro constructor. Posteriormente, el asesino se refugió en la iglesia de Santa María, lugar donde trabajaba, buscando el asilo eclesiástico. Este hecho provocó la intervención del propio rey Pedro IV, que no aceptó la intervención de la iglesia como forma de escapar de la justicia.

- Santuario de la Virgen de Vallivana.

### Monumentos civiles

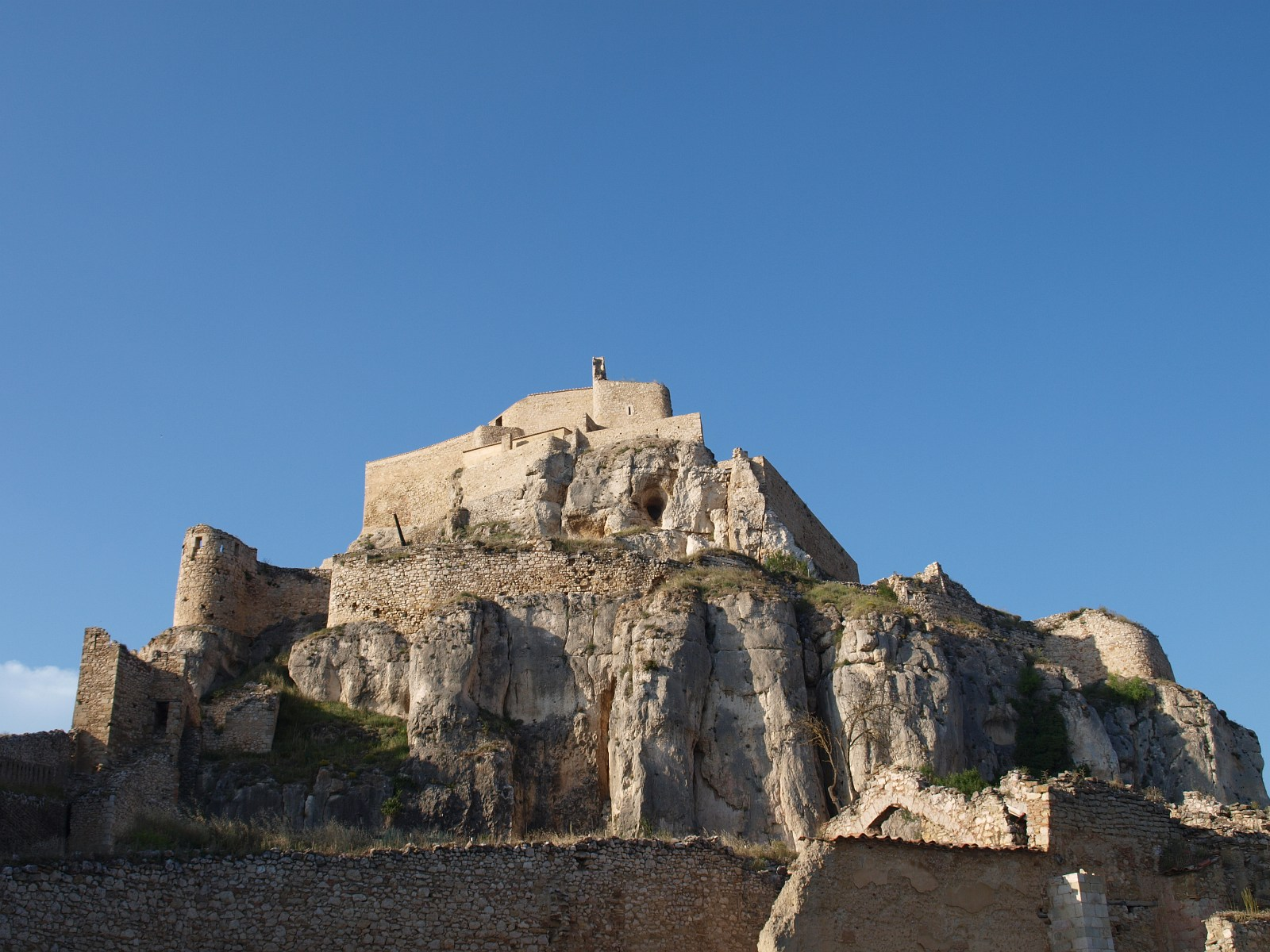
Castillo de Morella

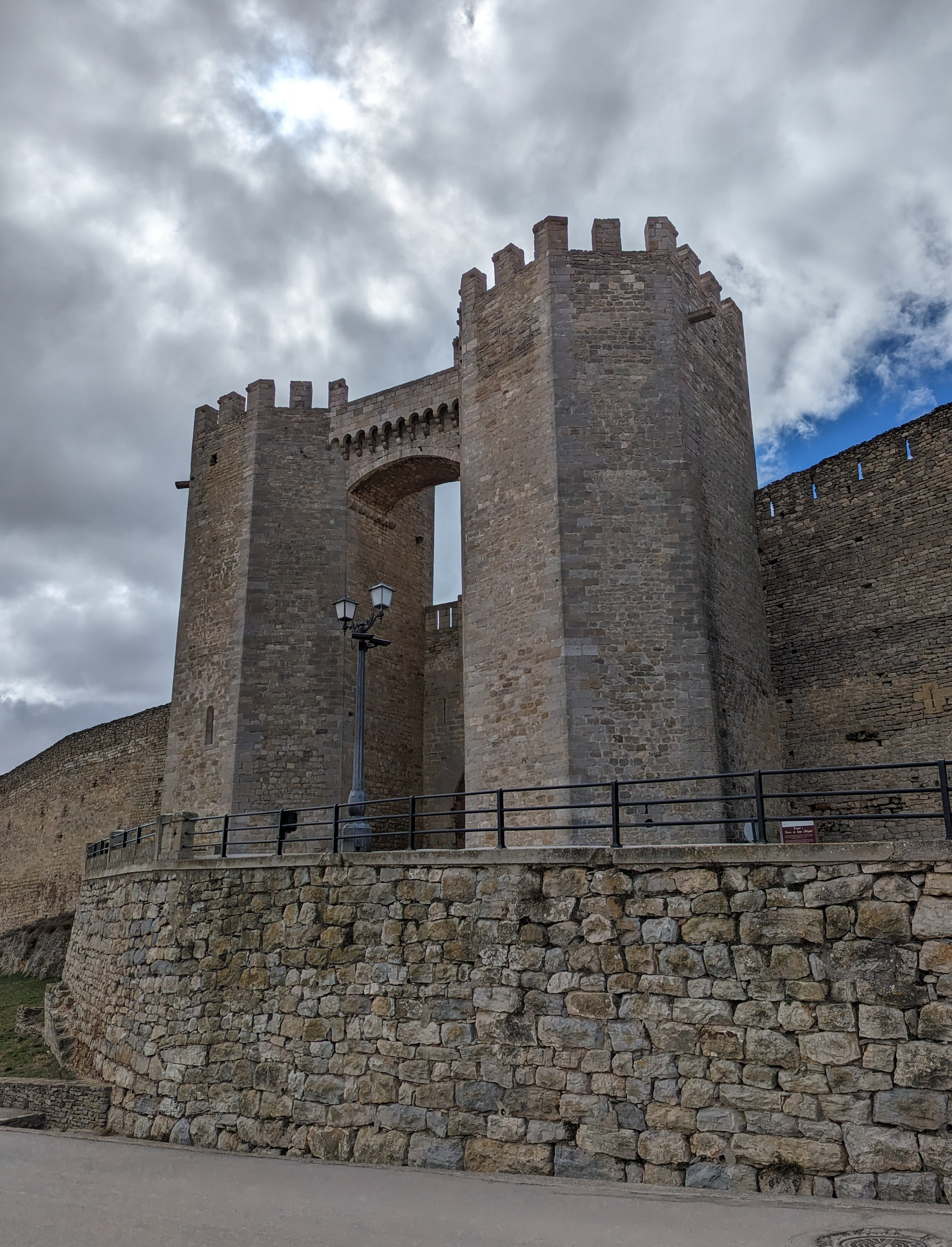
Portal de San Miguel

- Castillo de Morella. Construido aprovechando la roca. Consta de la plaza de armas (1070 m²), el palacio del gobernador, el aljibe, la torre de la Pardala, retretas al vuelo por donde entraron en 1838 los carlistas, prisión de Cacho, restos de palacios reales, torres de homenaje, y pabellones oficiales, por donde han pasado diferentes formas de civilización y culturas. Declarado Monumento Histórico-Artístico por el Decreto del 3 de junio de 1931.

- Poblado Visigodo del siglo VII. En La Pedrera de la Parreta de Morella se ha descubierto el yacimiento visigodo del Mas Sabater. En este yacimiento destaca un edificio que según los estudios de los arqueólogos podría haber tenido doce metros de altura y datar del siglo VII. Se trata de uno de los yacimientos más importantes de esta época en todo el arco Mediterráneo, han afirmado los directores de la excavación, Ramiro Pérez y José Manuel de Antonio.[14]
- Murallas Medievales. Alcanzan un perímetro de 2500 metros, con una altura media de 10 a 15 metros y su espesor es de unos dos metros. Fueron iniciadas las obras por el "mestre de murs" Aparisi Joan, entre 1324 y 1330 (siglo XIV), aunque la mayor parte de ellas fueron realizadas en tiempos del rey Pedro IV de Aragón (1336-1387) entre los años 1358 y 1465 (siglo XV) sobre la base de las antiguas murallas musulmanas de 1084 (siglo XI). Estas fueron reformadas en los siglos XVII y XVIII y su perímetro está circunvalado por un paso de ronda. Cabe destacar sus puertas de la Nevera, San Miguel, Morella, San Mato, Forcall, del Rey y dels Estudis, y las torres del Públic, la Nevera, el Trinquet, San Miguel, la Redona, de la font, Alós, del Asperó, Beneyto, de Fredes, San Mateo, del Forcall, del Carraixet, del Rey, dels Estudis y San Francisco.

- Acueducto de Santa Lucía. Se trata de una obra considerable de la ingeniería civil gótica del siglo XIV, por la que llegaban las aguas de las fuentes de Vinatxos y del Aljub hacia la Font Vella de Morella.

- Casa consistorial. Es un edificio gótico del siglo XV. Se comenzó su construcción en 1410, terminándose a finales del siglo XV.[15]

- Casas Solariegas. Son muchas las casas solariegas que se conservan en Morella. La del cardenal Ram (al final de la calle Blasco de Alagón), del siglo XVI, es actualmente un hotel. La Casa de la Cofradía de Labradores (en la calle de la Cofradía). La Casa de los Estudios y del Consell (junto a la plaza de los Estudios), la Casa de Ciurana de Quadres (en la cuesta de San Juan), la Casa de Rovira (en la calle de la Virgen), la Casa del Marqués de Cruilles; y fuera del casco urbano, la Casa fortificada de los Brusca y Creixell son sólo unos ejemplos más.

- Nevero artificial o Nevera medieval. Situado en las inmediaciones del casco urbano, fuera de las murallas.

- Cuevas prehistóricas de Morella La Vella (pinturas rupestres Patrimonio de la Humanidad).

### Gastronomía

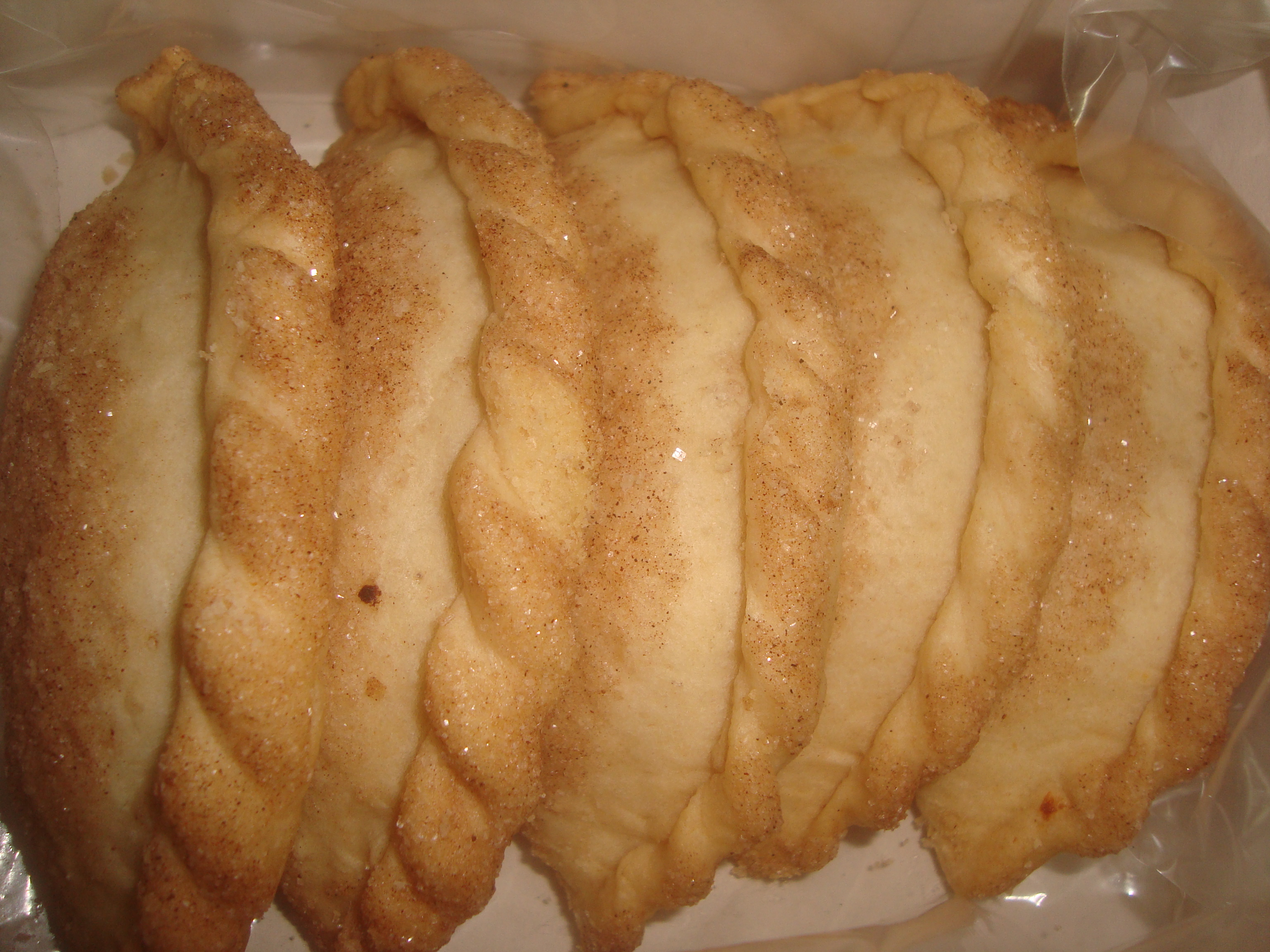
Flaons de Morella

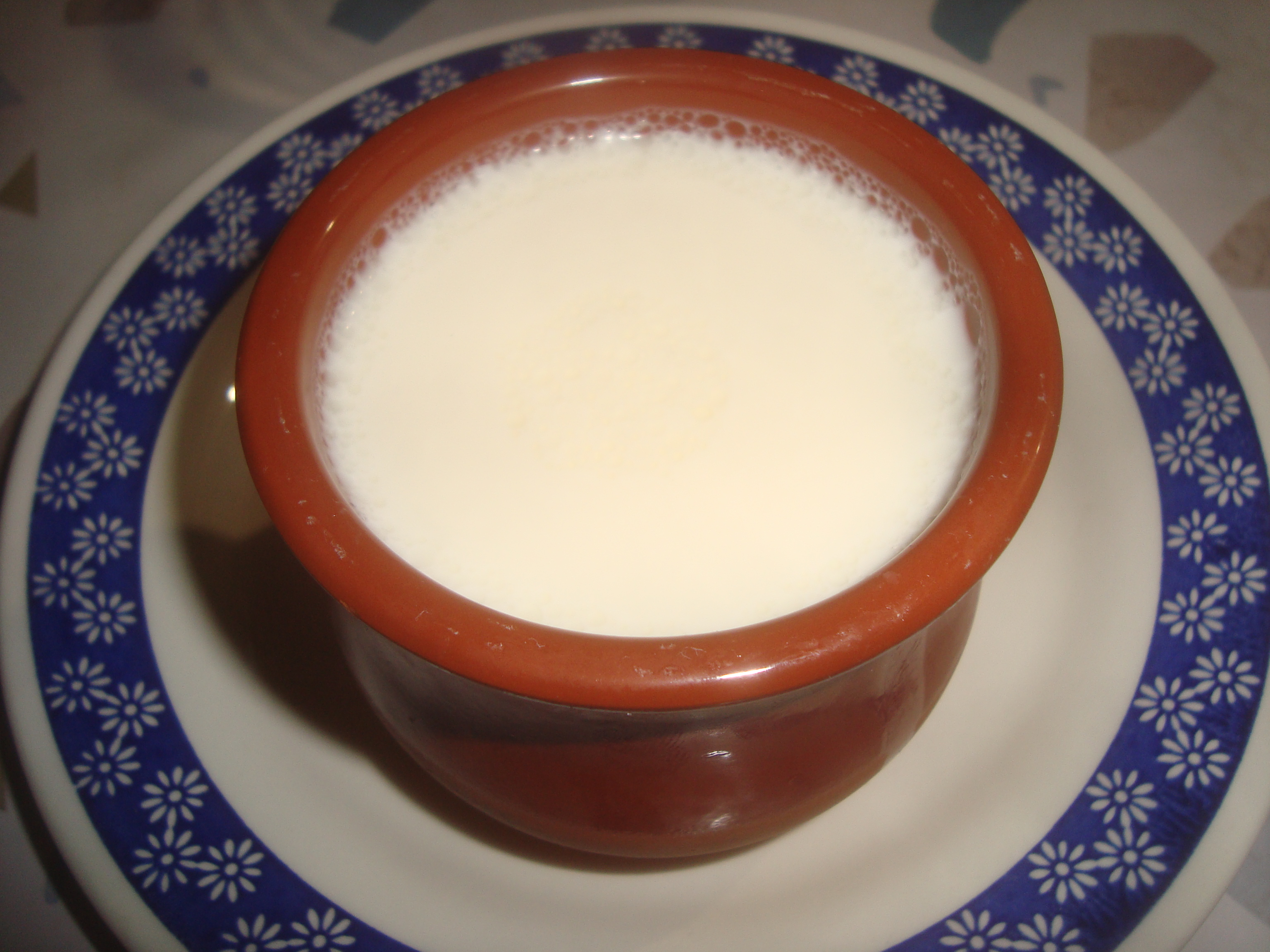
Cuajada, producto típico lácteo muy popular

La gastronomía morellana se nutre de los productos de la zona: cordero, cerdo, embutidos y jamones, trufas, etc. Platos típicos: ternasco, gallina trufada, sopa de flan, sopa morellana, conejo con vaquetas, perdiz en escabeche, robellones, croquetas morellanas, cecina, cuajada, flaons.

### Fiestas

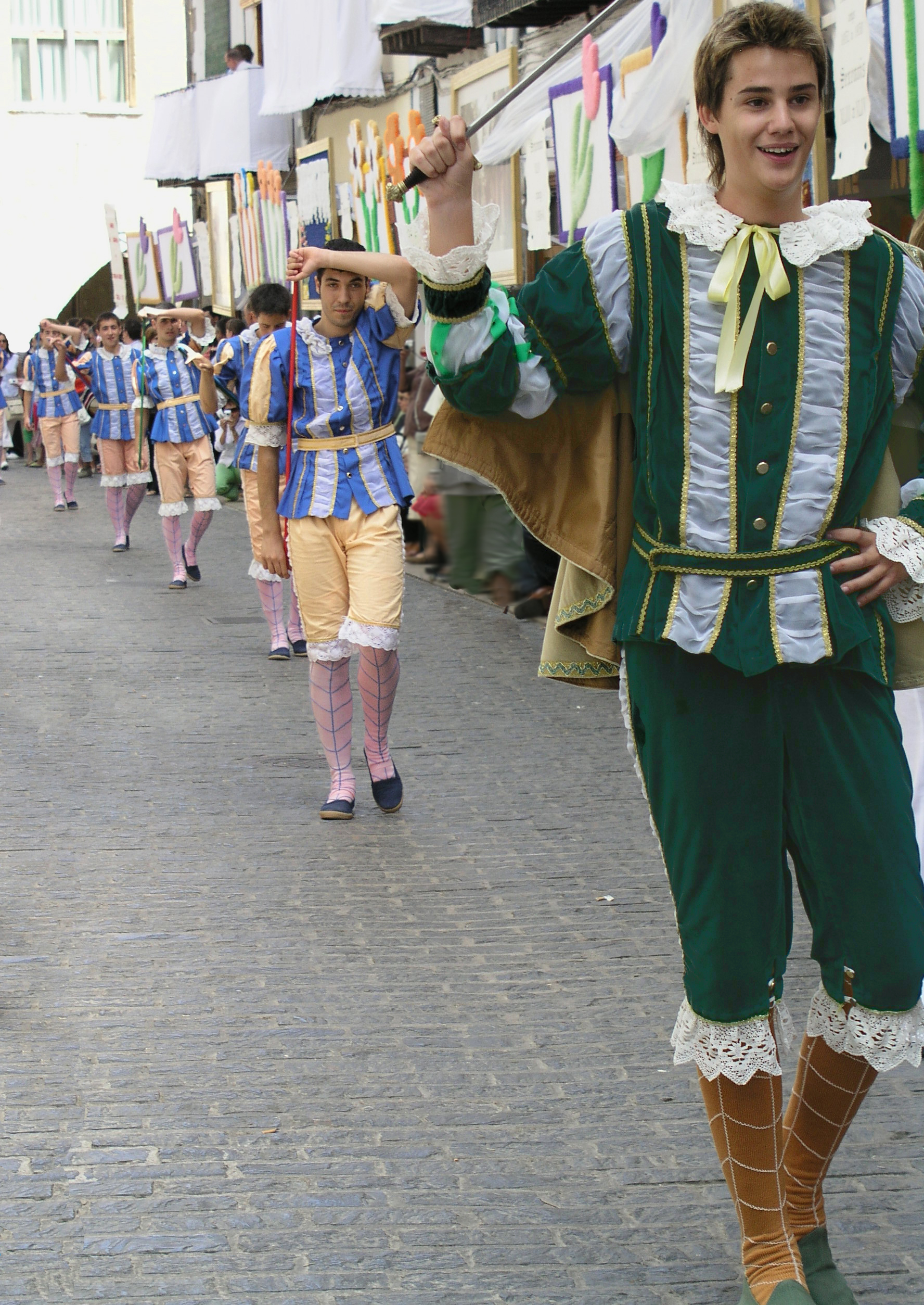
Dansa dels Torneros 2006

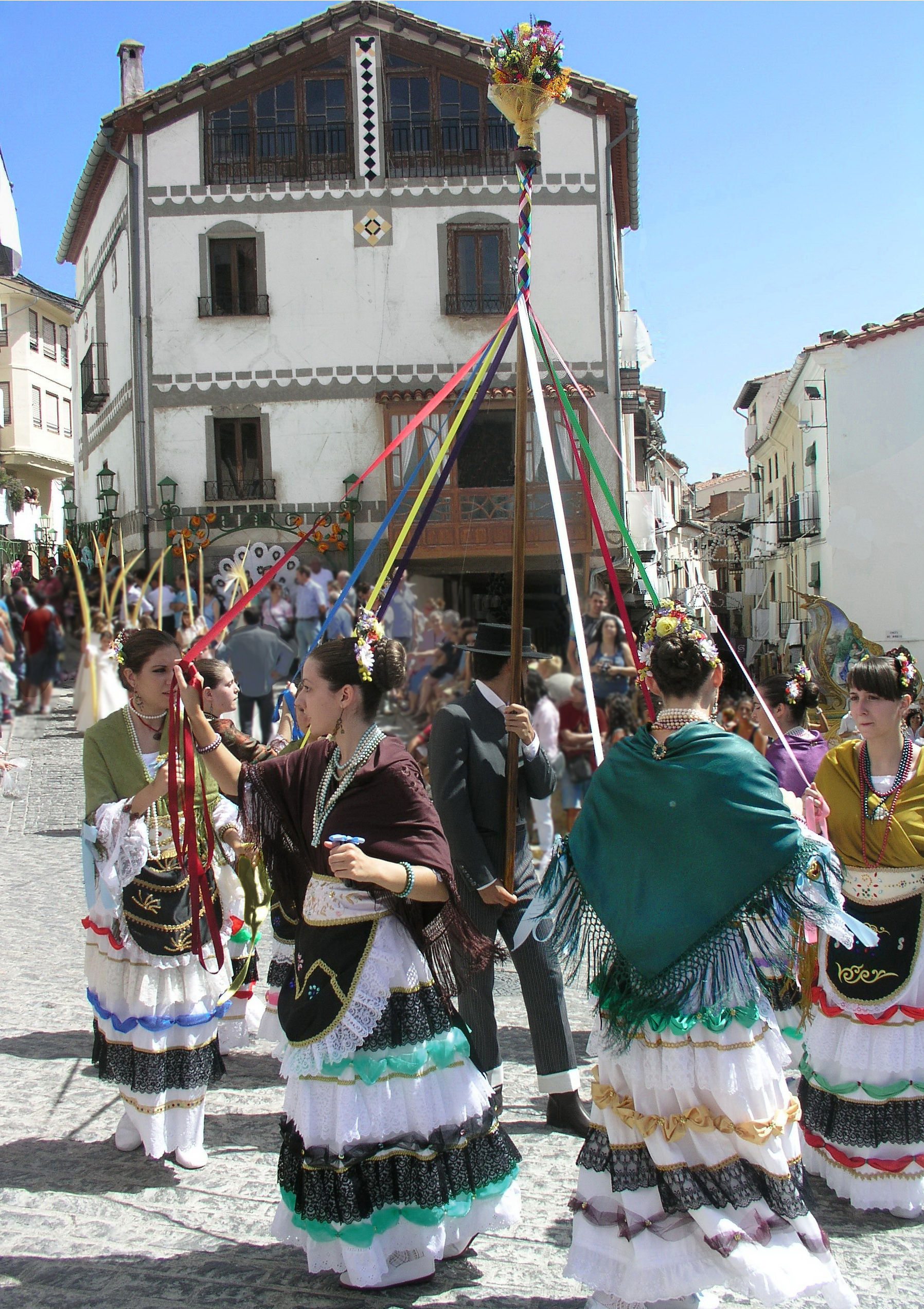
Dansa de les Gitanetes 2012

La mayoría tienen origen en el culto religioso.
- San Julián, patrón de la ciudad (7 de enero).
- San Antonio (fin de semana posterior al 17 de enero).
- Carnaval.
- Ciclo de rollos y primas (del 25 de abril al 10 de julio).
- Rogativa al Santuario de la Virgen de Vallivana (primer fin de semana de mayo, excepto año sexenal).
- Corpus Christi.
- San Juan (sábado más próximo al 24 de junio).
- Bous de San Roque (primer domingo tras el 15 de agosto, excepto año sexenal y en año de Anunci).
- Fira (segundo fin de semana de septiembre).
- Sexenio de Morella: es la fiesta por excelencia de Morella. Se celebra cada seis años en agosto, en honor a la Virgen de Vallivana. Durante el Sexenio, cada día un gremio (torneros, tejedores, labradores, artes y oficios, peregrinos, gitanetes) realiza su danza.
- El Anuncio (l'Anunci): se celebra el año anterior al Sexenio y precisamente anuncia la celebración de este.
- El Desfile: fiesta organizada por los alumnos de 2° de bachillerato del IES Els Ports, de Morella, cuyos beneficios son utilizados para la organización de un viaje a Palma de Mallorca (principios de diciembre).

## Ciudades hermanadas
- Picasent, Valencia
- Baler, Filipinas